# Michael Cox (sångare)
Michael James Cox, född 19 mars 1940 i Liverpool, England, är en brittisk popsångare, som idag fortfarande uppträder runt om i England, under namnet Michael James. Han blev i sitt hemland ett så kallat one-hit wonder då hans Joe Meek-producerade singel "Angela Jones" topp 10-noterades på Englands singellista 1960. Sedan hade han ingen mer skivframgång i sitt hemland. I Sverige hade Cox stor framgång med låten "Stand Up" 1962 som låg etta både på Tio i topp-listan och Kvällstoppen, och han fick ytterligare en framgång i Sverige med låten "I've Been Thinking" 1963.

## Diskografi
- "Boy Meets Girl" (1959)
- "Angela Jones" (1960)
- "Teenage Love" (1961)
- "Sweet Little Sixteen" (1961)
- "Stand Up" (1962)
- "I've Been Thinking" (1963)
- "Rave On" (1964)
- "Gypsy" (1965)
- "I Hate Getting Up In The Morning" (1966)
- "I'll Always Love You" (1967)